# ヴィルヘルム・トマシェク
ヴィルヘルム・トマシェク（Wilhelm Tomaschek, or Vilém Tomášek, 1841年5月26日、オロモウツ – 1901年9月9日、ウィーン ）は、チェコ又はオーストリアの地理学者・東洋学者。歴史地理学及び歴史民族誌学分野における研究で知られる。

## 経歴
1841年、モラヴィアのオロモウツ生まれ。1860年から1864年までウィーン大学で学ぶ。その後はザンクト・ペルテンやウィーンでギムナジウムの教師として働いた。『中央アジア研究』（Centralasiatische Studien）の第1巻が認められて1877年にグラーツ大学の地理学教授（ただし、准教授に相当する地位）に任命される。1881年には正式な教授となるとともに、ウィーン大学における歴史地理学のポストも得た。のちの1899年、ウィーン科学アカデミーの正会員になった。
没後の1933年にはトマシェクを讃えて、ウィーン市内フロリズドルフ区の通りの一つに Tomaschekstraße の名前がつけられた。

## 著作
- Centralasiatische Studien. I. Sogdiana, 1877 – 中央アジア研究１、ソグディアナ。
- Centralasiatische Studien. II. Die Pamir-Dialekte, 1880 – 中央アジア研究２、パミール方言（印欧語族イラン語派パミール諸語）。
- Zur historischen Topographie von Persien. I. Die Straßenzüge der tabula Peutingeriana, 1883 – ペルシアの歴史地理学１、ポイティンガー図に表される諸道。
- Zur historischen Topographie von Persien. II. Die Wege durch die Persische Wüste, 1885 –  ペルシアの歴史地理学２、ペルシア砂漠の通過路。
- Zur historischen Topographie von Kleinasien im Mittelalter, 1891 – 中世小アジアの歴史地理学。
- Die alten Thraker. Eine ethnologische Untersuchung, (3 volumes), 1893–1894 – 古代のトラキア人。民族誌研究。[5]